# Antoni Sebastian Dembowski
Antoni Sebastian Dembowski herbu Jelita (ur. 2 lutego 1682 w Zambrowie, zm. 17 września 1763 w Bętkowie pod Wolborzem) – polski duchowny katolicki, biskup płocki i kujawski, prezydent Trybunału Skarbowego Koronnego w 1742 roku, referendarz wielki koronny w latach 1730–1735, regent kancelarii koronnej do 1730 roku, chorąży płocki w 1725 roku, proboszcz sochaczewski w 1735 roku, starosta płocki, tymbarski, będziński w 1733 roku, publicysta i komediopisarz.

## Życiorys
Syn Floriana Dembowskiego, sędziego ziemskiego płockiego (szlachcica herbu Jelita) i Ewy z Ciechanowieckich. Brat Mikołaja Dembowskiego, biskupa kamienieckiego i Jana Dembowskiego, biskupa sufragana włocławskiego. Wykształcenie uzyskał u jezuitów w Pułtusku, Płocku i Warszawie. Po ukończeniu nauk dostał się do kancelarii ziemskiej w Czersku. Przez pewien czas (lata 1700–1705) przebywał na dworze kanclerza wielkiego koronnego, a zarazem biskupa warmińskiego Andrzeja Chryzostoma Załuskiego. We wrześniu roku 1705, za udział w tajnych układach z Rosją i Prusami, został aresztowany przez Sasów i uwięziony razem z kanclerzem w czasie pobytu w Dreźnie. Po uwolnieniu był sekretarzem podkanclerza Jana Szembeka. W czasie walk pomiędzy Augustem II a Stanisławem Leszczyńskim zdecydowany i wierny stronnik obozu saskiego. W roku 1713 wyjechał do Wiednia jako sekretarz poselstwa przy Krzysztofie Szembeku, biskupie inflanckim. Zwiedził m.in. Niemcy, Włochy, Francję i Holandię. W roku 1716 został sekretarzem królewskim i przeniósł się wraz z dworem królewskim do Saksonii. W roku 1725 ożenił się z Salomeą Zuzanną Rupniewską. Otrzymał szereg godności dworskich; w 1730 roku został referendarzem koronnym. Poseł na sejm 1729 roku z województwa płockiego. Był posłem z ziemi warszawskiej na sejm 1730 roku. Poseł województwa płockiego na sejm konwokacyjny 1733 roku. Był członkiem konfederacji generalnej zawiązanej 27 kwietnia 1733 roku na tym sejmie. Po śmierci Augusta II popierał kandydaturę Augusta III. Po przeforsowaniu tej kandydatury pełnił przy królu obowiązki referendarskie. Był starostą tymbarskim, będzińskim i płockim.
Księdzem został dopiero w wieku 53 lat (1735), po śmierci żony Salomei. W 1735 roku podpisał uchwałę Rady Generalnej konfederacji warszawskiej. 6 maja 1737 został biskupem płockim, a potem biskupem kujawskim (18 grudnia 1752), lecz nie zrezygnował z pracy politycznej.
10 lipca 1737 roku podpisał we Wschowie konkordat ze Stolicą Apostolską.
W roku 1748 odznaczony Orderem Orła Białego. W działalności duszpasterskiej rozpowszechniał kult Męki Pańskiej. Występował przeciwko masonerii. W życiu publicznym wspierał politykę dynastii saskiej.
Jego synem był Stefan Florian Dembowski (1728-1802).

## Twórczość

### Ważniejsze utwory
- List poufny, wyd. 1731-1734 (broszura przeciw S. Leszczyńskiemu)
- Refleksje przyjaciela nad Przestrogą braterską, wyd. 1731-1734 (broszura przeciw S. Leszczyńskiemu)
- Mowa... przy zaczęciu sądów relacyjnych, 1735, wyd. J. Daneykowicz Ostrowski „Swada polska i łacińska”, t. 1, Lublin 1745
- Recta dioecesoes Plocensis visitandae ratio, Warszawa 1739
- ok. 1740 Dembowski naszkicował 10-arkuszową książkę, którą następnie J.B. Steinhäuser rozszerzył w traktat pt. De l’état et du gouvernement politique de la République, 1744 (wyciąg z tego traktatu został wydany pt. Mémoires sur le gouvernement de la Pologne, Mannheim 1759; wznow.: Amsterdam 1770), przekł. niemiecki: Grundriss der heutigen Staatsverfassung von Polen. Unter der Aufsicht des Verfassers aus dem Französischen übersetzt und mit Zusätzen vermehret, Frankfurt am Main 1763
- Mowa... na sejmie 1740, wyd. J. Daneykowicz Ostrowski „Swada polska i łacińska”, t. 1, Lublin 1745
- Le Mal endémique des francs-maçons, wyd. 8 czerwca 1745 (broszura)
- Refleksja z sumariuszem trzech części dowodów o przyjściu Mesjasza w książce F.A. Kobielski „Światło na oświecenie narodu niewiernego, to jest kazania w synagogach żydowskich miane”, Lwów 1746
- Punkt honoru, 1749 (satyra)
- Statuta episcopatus Cujaviensis, Warszawa, 1756
- Komedie polskie, rękopis w Bibliotece Załuskich
- Wspomnienia, fragm. ogłoszony, Dziennik Warszawski 1854, nr 253-255

### Przekłady
- Godzinki męki Pana naszego Jezusa Chrystusa z proroctw i z pisma Starego Testamentu złożone, a na wzór godzin kościelnych rozłożone, przetłumaczone po polsku, Gdańsk 1743 (w jęz. polskim i łacińskim)

### Materiały
- Autobiografia, Biblioteka Krasińskich, rękopis 3967
- Materiały rękopiśmienne, Biblioteka Czartoryskich, Teki Szembeka, 446-520; Arch. Drezdeńskie; Biblioteka Jagiellońska, rękopis nr 6287